# Bror Nilsson
Bror Adam Nilsson (i riksdagen kallad Nilsson i Borås), född 1 maj 1888 i Tingsås, Kronobergs län, död 18 april 1964 i Borås Gustav Adolfs församling, var en svensk egnahemsdirektör och politiker (bondeförbundet). Han var far till lagman Ingemar Ulveson och farfar till Johan Ulveson.
Nilsson växte upp i Ulfsryd i Småland och avlade 1914 agronomexamen vid Alnarp. Han var 1914–1923 lärare och föreståndare för lantbruksskolorna i Stensjöholm och Gårdsby. Han var 1924–1940 verksam som jordbrukskonsulent i Älvsborgs läns södra hushållningssällskap och 1940–1948 egnahemsdirektör i Älvsborgs läns södra område.
Nilsson var riksdagsledamot i första kammaren 1939–1956, invald i Älvsborgs läns valkrets för Bondeförbundet. Han innehade riksdagsuppdrag som ledamot av Jordbruksutskottet och suppleant av Konstitutionsutskottet. Han tilldelades 1946 Illis Quorum av 8:e storleken.